# Gonoglasa
Gonoglasa is een geslacht van vlinders van de familie spinneruilen (Erebidae), uit de onderfamilie Calpinae.

## Soorten
- G. camptogramma Hampson, 1924
- G. contigua Wileman, 1915
- G. nigripalpis Walker, 1864
- G. sinuilinea Hampson, 1926